# スウェーデン放送合唱団
スウェーデン放送合唱団（スウェーデン語: Radiokören, 英語: Swedish Radio Choir）は、スウェーデンのプロの合唱団である。スウェーデンの公共ラジオ放送会社であるスウェーデン・ラジオが運営している。

## 概要
合唱団には現在32人の歌手が所属している。1979年以降、合唱団はストックホルムのベルワルド・ホール内にあるスウェーデン放送コンサートホールに拠点を置いている。2018年に主任指揮者のペーター・ダイクストラが退任した後は、コーラスマスターのマーク・コロヴィッチが指導にあたっていた。2020年にカスパルス・プトニンシュが主任指揮者に就任した。

2010年、イギリスのクラシック音楽雑誌「グラモフォン」の特集記事に掲載された。

## 歴代の指揮者
- 1925年 - 1939年：アクセル・ニーランダー（スウェーデン語版）
- 1939年 - 1952年：アイナー・ラルフ（スウェーデン語版）
- 1952年 - 1982年：エリック・エリクソン
- 1982年 - 1985年：アンデルス・オールウォール（スウェーデン語版）
- 1986年 - 1994年：グスタフ・ショークビスト（スウェーデン語版）
- 1995年 - 2001年：トヌ・カリユステ
- 2002年 - 2005年：ステファン・パークマン（英語版）
- 2007年 - 2018年：ペーター・ダイクストラ
- 2018年 - 2019年：マーク・コロヴィッチ（コーラスマスター）
- 2020年 - ：カスパルス・プトニンシュ